# François Valentijn

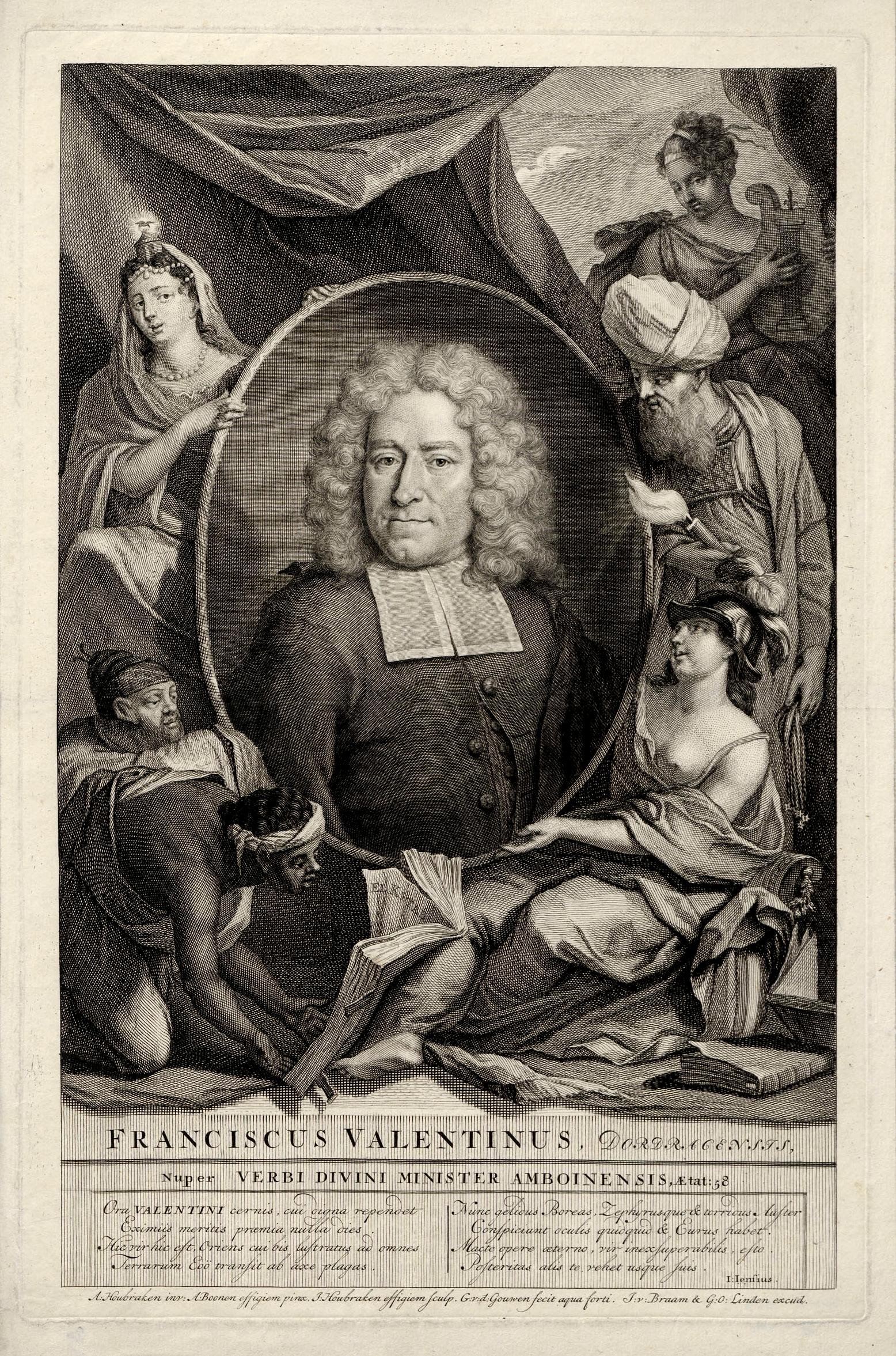
François Valentijn, 1724

François Valentijn (* 17. April 1666 in Dordrecht; † 6. August 1727 in Den Haag) war ein Prädikant (Pfarrer) der  Niederländischen Ostindien-Kompanie auf den Molukken und Autor. Er veröffentlichte zwischen 1724 und 1726 eine Beschreibung der niederländischen Besitzungen und zahlreicher Regionen in Asien („Oud en Nieuw Oost-Indiën“), die ungeachtet diverser Schwächen in ihrem Umfang und der Fülle von Informationen bis ins 19. Jahrhundert unübertroffen blieb.

## Leben
Valentijn wurde als Sohn eines Rektors der Latein-Schule in Dordrecht geboren. Er studierte Theologie und Philosophie in Leiden und Utrecht und wurde 1684, d. h. schon im Alter von 19 Jahren, als Prädikant von der Ostindien-Kompanie eingestellt. 1685 zog er nach Batavia. In der Kolonie am Kap der Guten Hoffnung lernte er Simon van der Stel kennen, in Batavia unter anderem Johannes Camphuys.
Von 1686 bis 1694 war er Pfarrer auf den Molukken, hauptsächlich in Ambon. Hier befreundete er sich mit dem aus Hanau stammenden Botaniker Georg Eberhard Rumpf. Er begann auch, Bibeln in malaiischer Sprache zu verteilen, wurde dann aber gegen seinen Willen nach Batavia versetzt. Das Verhältnis mit den anderen Pfarrern dort war nicht ohne Konflikte, weshalb er 1695 mit Frau und Kindern nach Dordrecht zurückkehrte. 1705 brach er erneut nach Ostindien auf, um die Verteilung von Bibeln wieder aufzunehmen. Bis 1707 wirkte er auf Java, danach lebte er bis 1712 erneut auf Ambon. Wegen Streitigkeiten mit Adriaan van der Stel, dem Gouverneur von Ambon, und dem Generalgouverneur der Kompanie Abraham van Riebeeck wurde er 1713 seines Amtes entschlagen und kehrte in die Niederlande zurück.

## Werk

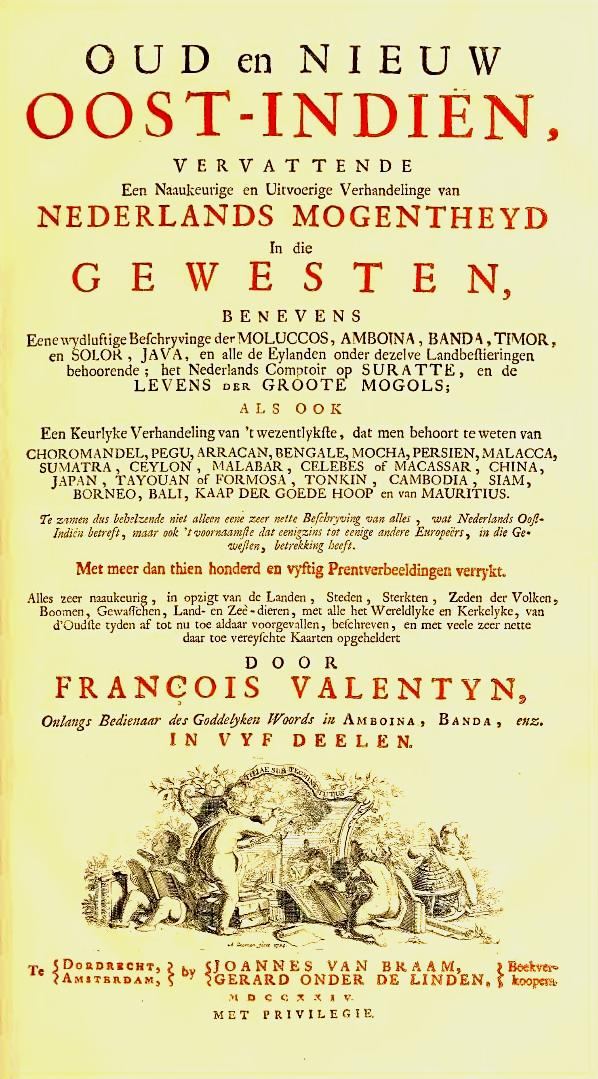
Titel aus: Oud en Nieuw Oost-Indiën ..., Eerste Boek, 1724.

Zwischen 1724 und 1726 erschien Valentijns großes Werk Oud en Nieuw Oost-Indiën. Schon der Titel zeugt für den Anspruch des Autors:
Oud en Nieuw Oost-Indiën, vervattende Een Naaukeurige en Uitvoerige Verhandelinge van Nederlands Mogentheyd in die Gewesten, benevens Eene wydluftige Beschryvinge der Moluccos, Amboina, Banda, Timor, en Solor, Java, en alle de Eylanden onder dezelve Landbestieringen behoorende; het Nederlands Comptoir op Suratte, en de Levens der Groote Mogols; als ook Een Keuryke Verhandeling van 't wezentlykste dat men behoort te weten van Choromandel, Pegu, Arracan, Bengale, Mocha, Persien, Malacca, Sumatra, Ceylon, Malabar, Celebes of Macassar, China, Japan, Tayouan of Formosa, Tonkin, Cambodia, Siam, Borneo, Bali, Kaap der Goede Hoop en van Mauritius. Te zamen dus behelzende niet alleen eene zeer nette Beschryving van alles, wat Nederlands Oost-Indiën betreft, maar ook 't voornaamste dat eenigzins tot eenige andere Europeërs, in die Gewesten, betrekking heeft. Met meer dan thien honderd en vyftig Prentverbeeldingen verrykt. Alles zeer naaukeurig, in opzigt van de Landen, Steden, Sterkten, Zeden der Volken, Boomen, Gewasschen, Land- en Zeè- dieren, met alle het Wereldyke en Kerkelyke, van d'Oudste tyden af tot nu toe aldaar voorgevallen, beschreven, en met veele zeer nette daar toe vereyschte Kaarten opgeheldert door François Valentyn, Onlangs Bedienaar des Goddelijken Woords in Amboina, Banda, enz. in vyf deelen. Te Dordrecht, by Joannes van Braam, te Amsterdam, by Gerard onder de Linden. Bookverkoopers. MDCCXXIV. Met Privilegie. [1724–26]
In fünf Bänden mit 5144 Seiten und mehr als 1050 Illustrationen gibt er eine detaillierte Übersicht über die Geschichte der niederländischen Ostindien-Kompanie, über ihre Besitzungen und alle asiatischen Gebiete, in denen die Kompanie ihre Geschäfte betrieb. Dem maritimen Charakter des niederländischen Handels zufolge stehen hierbei Inseln und Küstengebiete im Vordergrund. Auf die jeweilige Landesbeschreibung folgt eine Übersicht über Flora, Fauna, die Einwohner, Recht, Religion und die politische Verfassung. Das Werk gibt ausführliche Informationen zur militärischen, politischen und kommerziellen Stellung der Niederländer in Asien.

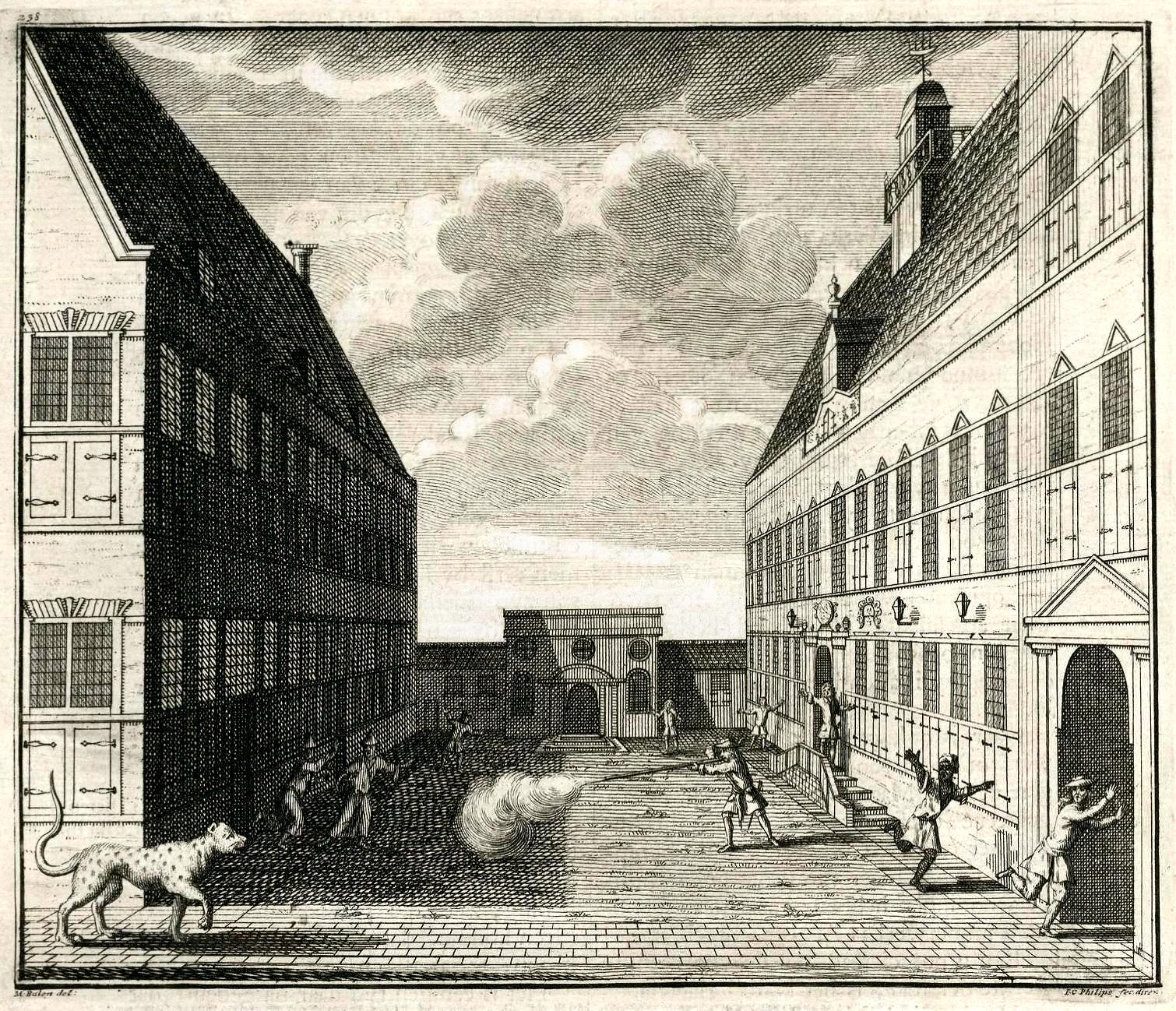
Ein in das Kastell der Stadt Batavia eingedrungener Tiger wird zur Strecke gebracht (aus: Oud en Nieuw Oost-Indiën)

Valentijn zehrte nicht nur von seinen eigenen beträchtlichen Erfahrungen und Beobachtungen. Er hatte Zugang zu unveröffentlichten Dokumenten der Ostindien-Kompanie und zu den umfangreichen Manuskripten von Rumpf. Weitere Informationen kamen von Willem Adriaan van der Stel. Zugleich wertete er die Publikationen von Willem Schouten und Nicolaas de Graaff aus.
Im Prinzip versuchte die Ostindien-Kompanie, Publikationen ehemaliger Bediensteter zu ihren Besitzungen und dem Handel zu verhindern. Doch war man bei der Durchsetzung nicht immer stringent, und zu Valentijns Zeiten gab es im Gewürzhandel wie auch hinsichtlich der Seewege und Geographie kaum noch Geheimnisse, so dass Valentijn das Glück hatte, noch zu Lebzeiten den Druck zu erleben.